# 神戸発日曜午後一時
神戸発日曜午後一時（こうべはつ にちよう ごごいちじ）は、1976年4月から1985年3月までラジオ関西で毎週日曜日の午後一時（13:00）から放送されていた生ワイド番組。
最初の2年間（1978年3月まで）は、当時ラジオ関西のアナウンサーだった加藤逸子が「かとういつこ」名義で初代のパーソナリティを務めていたため、『かとういつこの神戸発日曜午後一時』というタイトルで放送。1981年4月以降の番組表では、番組のタイトルを『神戸発日曜午後1時』と表記していた。

## 概要
大丸神戸店の単独提供番組で、小林大作が一貫して出演（開始当初はアシスタント扱いで1978年4月から第2代パーソナリティ）。ラジオ関西の本社がある神戸市界隈の話題を、小林などの出演者が軽妙な語り口で紹介することによって、9年間にわたって放送されるほどの看板番組に成長した。エンディングに「大丸の歌」を流していたことが特徴。
番組開始当初から1981年度までは、ラジオ関西で当時平日の午後に放送されていた生ワイド番組との統一呼称として、かとう・小林以外のレギュラー出演者に「ポップメイト」「ポップレポーター」といった肩書を使用。1981年度のみ、パーソナリティ（小林）とアシスタント（赤木淳子）の肩書を「キャスター」に統一していた。ちなみに、朝日放送（ラジオ）で多数の番組（『おはようパーソナリティ道上洋三です』など）に出演している高野あさおは、当番組の「ポップレポーター」（中継リポーター）として番組デビューを果たした（出演期間中の名義は本名の「高野阿佐緒」）。

## 出演者

### メインパーソナリティ
- かとういつこ（1976・1977年度）
  - 1972年度から1984年度までラジオ関西へ勤務した後に、フリーアナウンサーとして東京に進出。本名の「加藤逸子」名義で、『PENTAX ミュージック・マインド』（FM東京制作のJFNネット番組）や『名曲ラジオアワー』（ラジオ関西）のパーソナリティなどを担当した。
- 小林大作（1978年度以降）

### アシスタント
- 小林大作（1976・1977年度）
- 高橋マリ子（1978 - 1980年度）
- 赤木淳子（1981・1982年度）
- かかぶのりこ（1983年度）
- 松川美貴子（1984年度：担当期間中はMC企画所属のフリーアナウンサー）

### その他のレギュラー
- 西岡幸子（ポップメイト：1976年度）
- 鈴木たづみ（ポップメイト：1977年度）
- 大海れい子（ポップメイト：1978 - 1980年度）
- 高野阿佐緒（ポップレポーター：1981 - 1983年度）
- 鎌田麗子（1984年度）

## 主なコーナー
- 今週のテーマ（1981年度以降）
- ハガキリクエスト（同上）
- 交通情報
- フェリー情報
- 釣り情報
- テン歌予報

以下のコーナーは、『かとういつこの神戸発日曜午後一時』時代にのみ放送。
- いつこにアタック
- いつこの本棚
- ホップから生の情報レポート（生中継リポート）
- タクシードライバーのつぶやき
- アップラポップ

以下のコーナーは、1980年度まで放送。
- 今週の売込み客
- （いつこの）レジャー情報
- ニュース レーダー

以下のコーナーは、1981年当時（小林大作・高橋マリ子パーソナリティー期）に放送。
- 大作・マリ子の対策委員会
前半2時間枠のコーナー。毎回テーマを決めて、それに応えたリスナーからのリクエストやはがきを紹介。更に当日決められたテーマに沿って、洋楽から演歌まで16～17曲ほどを選曲して放送[1]。
- 今週のベスト20
後半1時間枠のコーナー。リスナーからのリクエストを中心にベスト20の音楽ランキングを決定。ベスト10に入った曲はほぼフルコーラスで放送[1]。
はがきやお便りを寄せた中から抽選で毎月「ウォークマンII」が1名に、毎週本番組特製のトレーナーが4名に、同じく毎週本番組特製のヨットパーカーが1名にそれぞれ贈られた[1]。

など